# Ferrari 246 F1
Ferrari 246 F1 — гоночный автомобиль с открытыми колёсами, построенный командой Scuderia Ferrari для участия в чемпионате мира Формулы-1 1958 года. К сезону 1958 произошли большие изменения в регламенте Формулы-1, требовавшие определённых изменений в философии гоночных автомобилей с открытыми колёсами. В частности был введён запрет на высооктановое топливо, теперь командам разрешалось использовать только обычный бензин. Также в 1958 году была снижена минимальная дистанция гонок до 300 км или до 2 часов, а пилотам теперь не разрешалось меняться машинами по ходу гонки. В 1958 году впервые появился командный зачёт — Кубок конструкторов Формулы-1.
В 1960 году обозначение Ferrari 246 также использовалось для первого среднемоторного гоночного автомобиля, Ferrari 246 P. На нём был установлен двигатель Dino V6 объёмом 2417,34 см³. Машина приняла участие в двух гонках сезона, показав относительно неплохие результаты, став шестой в Монако и пятой в Италии. В 1966 году индекс 246  также использовался для заднемоторного гоночного автомобиля Ferrari 246 F1-66.

## Конструкция
Помимо изменений в регламенте, в конструкциях машин других команд происходили серьёзные изменения. Команда Cooper начала использовать заднемоторную компоновку шасси в своих машинах, а дисковые тормоза начали вытеснять барабанные. В Ferrari к чемпионату 1958 года было решено построить новую машину, отказавшись от модернизации старого шасси Lancia. За основу нового болида была взята созданная годом ранее машина Формулы-2 Dino 156 F2.
Новый шестицилиндровый двигатель получил первую для Ferrari V-образную компоновку. Конструкция нового мотора V6 имела ряд прорывных для своего времени решений: угол развала цилиндров составлял 65°, имел 2 распредвала и двойное зажигание. Чтобы поместить новый двигатель в шасси Формулы-1, пришлось уменьшить его размер, сократив объём двигателя с разрешённых регламентом 2,5 литров до 2417 см³. В результате литраж и количество цилиндров этого двигателя дали название новой машине — Ferrari 246 F1. В работе над новым двигателем участвовал Дино, первый сын Энцо Феррари. После его смерти в 1956 году в его честь имя Dino было выгравировано на головках блока цилиндров этого и последующих версий двигателя V6. Несмотря на то, что новый двигатель Ferrari не мог похвастаться мощностью, которая составляла всего 280 л.с. при 8500 об/мин, благодаря облегчённому шасси (машина была легче 801 F1 на 90 кг) и новой передней и задней подвеске, машина была надёжной и хорошо управляемой. Это позволило Майку Хоторну, стабильно приезжавшему на подиум, стать чемпионом мира 1958 года.

## История

### 246 F1
Надёжность и хорошая управляемость Ferrari 246 F1 позволила команде бороться за чемпионство. По итогам сезона ставший чемпионом англичанин Майк Хоторн выиграл всего одну гонку во Франции (Ferrari 246 F1 стал первым автомобилем с двигателем V6, выигравшим Гран-при Формулы-1), но стабильно финишировал на высоких позициях: ять вторых мест, одно третье, одно пятое, и пять лучших кругов, каждый из которых приносил по одному дополнительному очку в личном зачёте. Такая стабильность помогла Хоторну победить в чемпионате сильную британскую пару пилотов Стирлинга Мосса и Тони Брукса из Vanwall. Победу в чемпионате решили быстрые круги, за каждый из которых пилоту начислялось дополнительное очко. У Хоторна было 5 лучших кругов, 4 из них пошли в зачёт. У Мосса было 3 быстрых круга и разрыв всего в одно очко стал решающим. Однако Vanwall удалось завоевать разыгрываемый впервые Кубок конструкторов Формулы-1 с перевесом в 8 очков над Ferrari. Чемпионство Хоторна стало четвёртым для Ferrari, однако это был первый титул команды, завоёванный её пилотом на сконструированных командой машинах по регламенту Формулы-1.
1958 год стал одним из самых трагичных в истории Ferrari. По ходу чемпионата погибли пилоты команды Луиджи Муссо и Питер Коллинз, а всего через 3 месяца после завоевания чемпионского титула в дорожной аварии погиб Майк Хоторн.

### 256 F1
К сезону 1959 года Scuderia Ferrari модифицировала чемпионскую 246 F1, установив на неё более мощный 2,5-литровый двигатель и обновлённую коробку передач. Мощность двигателя возросла до 295 л.с. при 8600 об/мин. Усиленная машина получила индекс 256 F1. Впервые машина получила дисковые тормоза, хотя ещё в 1958 году их ставили на отдельных Гран-при. Из значимых изменений был переход на независимую переднюю подвеску, смена поставщика резины с Englebert на Dunlop и использование телескопических амортизаторов Koni. Однако все эти прогрессивные изменения были недостаточны, так как большинство британских команд вслед за Cooper-Climax перешли на заднемоторное расположение двигателя, оказавшееся более эффективным для гоночных машин. Энцо Феррари был консерватором, считавшим, что «волы тянут повозку, а не толкают» и до последнего не соглашался переносить двигатель за спину пилота.
В сезоне 1958 команда потеряла своих пилотов Муссо и Коллинз, а после и чемпиона Хоторна. К новому сезону новичками в Ferrari стали британцы Тони Брукс и Клифф Эллисон и американец Дэн Герни. В чемпионате 1959 года Тони Брукс выиграл Гран-при Франции и Германии, но не смог бороться за чемпионство с Джеком Брэбэмом на маленьком заднемоторном Cooper, отличавшемся надёжностью и отличной управляемостью.
Всё повторилось в 1960 году, в котором Брэбэм на Cooper вновь стал чемпионом, а Ferrari также не могла навязать серьёзную борьбу за титул. Единственную победу в этом сезоне команде принёс Фила Хилл на Гран При Италии, которую из-за бойкота пропустили британские команды. Эта гонка стала последней в истории Формулы-1, которую выиграла машина с передним расположением двигателя.

## Результаты в чемпионате мира Формулы-1
| Легенда к таблице |                                                                    |
| --- | ------------------------------------------------------------------ |
| В таблице перечислены результаты всех Гран-при Формулы-1, в которых использовался автомобиль. Строками таблицы являются сезоны, столбцами — этапы чемпионата мира. В каждой клетке указаны сокращённое название этапа и результат, дополнительно обозначенный цветом. Расшифровка обозначений и цветов представлена в нижеследующей таблице. |                                                                    |
| \| Пример \| Описание \| \| ------------ \| ------------------------------------------------------------------ \| \| 1 \| Победитель \| \| 2 \| Второе место \| \| 3 \| Третье место \| \| 5 \| Финишировал, заработав очки \| \| Сход \| Не финишировал, но при этом заработал очки \| \| 12 \| Финишировал, не получив очков \| \| НКЛ \| Финишировал, но не попал в финальную классификацию \| \| 15 \| Участвовал вне зачёта, либо по отдельной классификации \| \| 18 \| Не финишировал, но попал в финальную классификацию \| \| Сход \| Не финишировал \| \| НКВ \| Не прошёл квалификацию \| \| НПКВ \| Не прошёл предквалификацию \| \| ДСК \| Дисквалифицирован \| \| ИСК \| Исключён из протокола соревнований \| \| ТТ \| Заявлен для участия только в тренировках \| \| НС \| Участвовал в квалификации, но не стартовал в гонке \| \| Т \| Травмирован или болен \| \| ОТК \| Отказ от участия \| \| НТР \| Прибыл на соревнования, но на трассу не выезжал \| \| НПР \| Был заявлен в числе участников, но не прибыл к началу соревнований \| \| О \| Соревнования отменены \| \| \| Не участвовал \| \| Поул-позиция \| \| \| Быстрый круг \| \| |                                                                    |
| Пример | Описание                                                           |
| 1 | Победитель                                                         |
| 2 | Второе место                                                       |
| 3 | Третье место                                                       |
| 5 | Финишировал, заработав очки                                        |
| Сход | Не финишировал, но при этом заработал очки                         |
| 12 | Финишировал, не получив очков                                      |
| НКЛ | Финишировал, но не попал в финальную классификацию                 |
| 15 | Участвовал вне зачёта, либо по отдельной классификации             |
| 18 | Не финишировал, но попал в финальную классификацию                 |
| Сход | Не финишировал                                                     |
| НКВ | Не прошёл квалификацию                                             |
| НПКВ | Не прошёл предквалификацию                                         |
| ДСК | Дисквалифицирован                                                  |
| ИСК | Исключён из протокола соревнований                                 |
| ТТ | Заявлен для участия только в тренировках                           |
| НС | Участвовал в квалификации, но не стартовал в гонке                 |
| Т | Травмирован или болен                                              |
| ОТК | Отказ от участия                                                   |
| НТР | Прибыл на соревнования, но на трассу не выезжал                    |
| НПР | Был заявлен в числе участников, но не прибыл к началу соревнований |
| О | Соревнования отменены                                              |
| | Не участвовал                                                      |
| Поул-позиция |                                                                    |
| Быстрый круг |                                                                    |

| Сезон | Гонщик                | АРГ  | МОН  | НИД  | 500  | БЕЛ  | ФРА  | ВЕЛ  | ГЕР  | ПОР  | ИТА  | МАР  | Очки    | КК |
| 1958  | Майк Хоторн           | 3    | Сход | 5    |      | 2    | 1    | 2    | Сход | 2    | 2    | 2    | 40 (57) | 2  |
| 1958  | Питер Коллинз         | Сход | 3    | Сход |      | Сход | 5    | 1    | Сход |      |      |      | 40 (57) | 2  |
| 1958  | Луиджи Муссо          | 2    | 2    | 7    |      | Сход | Сход |      |      |      |      |      | 40 (57) | 2  |
| 1958  | Фил Хилл              |      |      |      |      |      | 7    |      | 9    |      | 3    | 3    | 40 (57) | 2  |
| 1958  | Вольфганг фон Трипс   |      | Сход |      |      |      | 3    | Сход | 4    | 5    | Сход |      | 40 (57) | 2  |
| 1958  | Оливье Жандебьен      |      |      |      |      | 6    |      |      |      |      | Сход | Сход | 40 (57) | 2  |
| 1959  |                       | МОН  | 500  | НИД  | ФРА  | ВЕЛ  | ГЕР  | ПОР  | ИТА  | США  |      |      |         |    |
| 1959  | Тони Брукс            | 2    |      | Сход | 1    | Сход | 1    | 9    | Сход | 3    |      |      | 32 (38) | 2  |
| 1959  | Фил Хилл              | 4    |      | 6    | 2    |      | 3    | Сход | 2    | Сход |      |      | 32 (38) | 2  |
| 1959  | Дэн Герни             |      |      |      | Сход |      | 2    | 3    | 4    |      |      |      | 32 (38) | 2  |
| 1959  | Оливье Жандебьен      |      |      |      | 4    |      |      |      | 6    |      |      |      | 32 (38) | 2  |
| 1959  | Клифф Эллисон         | Сход |      | 9    |      |      | Сход |      | 5    | Сход |      |      | 32 (38) | 2  |
| 1959  | Жан Бера              | Сход |      | 5    | Сход |      |      |      |      |      |      |      | 32 (38) | 2  |
| 1959  | Вольфганг фон Трипс   |      |      |      |      |      |      |      |      | 6    |      |      | 32 (38) | 2  |
| 1960  |                       | АРГ  | МОН  | 500  | НИД  | БЕЛ  | ФРА  | ВЕЛ  | ПОР  | ИТА  | США  |      |         |    |
| 1960  | Фил Хилл              | 8    | 3    |      | Сход | 4    | 12   | 7    | Сход | 1    |      |      | 26 (27) | 3  |
| 1960  | Вольфганг фон Трипс   | 5    | 8    |      | 5    | Сход | 11   | 6    | 4    |      |      |      | 26 (27) | 3  |
| 1960  | Ричи Гинтер           |      | 6    |      | 6    |      | Сход |      |      | 2    |      |      | 26 (27) | 3  |
| 1960  | Клифф Эллисон         | 2    | НКВ  |      |      |      |      |      |      |      |      |      | 26 (27) | 3  |
| 1960  | Вилли Мэресс          |      |      |      |      | Сход | Сход |      |      | 3    |      |      | 26 (27) | 3  |
| 1960  | Хосе Фройлан Гонсалес | 10   |      |      |      |      |      |      |      |      |      |      | 26 (27) | 3  |